# Delicias de Buda
Las delicias de Buda, transliterado a menudo luóhàn zhāi, lo han jai o lo hon jai, son un conocido plato vegetariano de la cocinas china y budista. A veces se llama también luóhàn cài (en chino tradicional, 羅漢菜; en chino simplificado, 罗汉菜).
El plato es tradicionalmente consumido por monjes budistas, que son vegetarianos, pero también ha ganado popularidad en todo el mundo como receta vegetariana disponible en los restaurantes chinos. Consiste en diversas verduras y otros ingredientes vegetarianos (así como también a veces marisco y huevo), que se cocinan en salsa de soja con otros condimentos hasta que están tiernos. Los ingredientes concretos varían enormemente tanto dentro como fuera de Asia.

## Etimología
En el nombre luóhàn zhāi, luóhàn —abreviatura de Ā luóhàn (en chino tradicional, 阿羅漢; en chino simplificado, 阿罗汉; pinyin, Ā LuóHàn)— es la transliteración china del sánscrito arhat, que alude a un individuo iluminado y ascético o al propio Buda, y zhāi (en chino tradicional, 齋; en chino simplificado, 斋; pinyin, zhāi) significa ‘comida vegetariana’ o ‘dieta vegetariana’.
El plato suele hacerse con al menos 10 ingredientes, aunque versiones más elaboradas pueden incluir 18 o hasta 35 ingredientes. Si se usan 18 ingredientes, el plato se llama luóhàn quánzhāi (en chino tradicional, 羅漢全齋; en chino simplificado, 罗汉全斋).
En China, Hong Kong y Toronto, cuando se sirve usando exclusivamente solo los ingredientes vegetarianos con más sabor, como el tofu encurtido o las cuajadas de judía dulce, se conoce como tián suān zhāi (en chino tradicional, 甜酸齋; en chino simplificado, 甜酸斋; pinyin, tian2 suan1 zhai1, literalmente ‘plato vegetariano agridulce’).

## Tradición
Como sugiere su nombre, es un plato consumido tradicionalmente por budistas, que son vegetarianos, si bien también es popular como en las cartas de restaurantes chinos de todo el mundo (aunque a menudo sin incluir todos los ingredientes). Se sirve tradicionalmente en los hogares chinos el primer día del año nuevo chino, lo que proviene de la antigua costumbre budista de mantener una dieta vegetariana los primeros 5 días del año nuevo, como forma de autopurificación. Algunos de los ingredientes más raros, como el fat choy y la saetilla, se suelen comer solo en esta época del año.

## Ingredientes
La siguiente lista corresponde a ingredientes usados a menudo para elabora delicias de Buda, a cada uno de los cuales adscribe la tradición china un significado auspicioso concreto. Como el plato cambia de un cocinero a otro y de una familia a otra, ni un solo ingrediente se usa siempre en todas sus versiones.

### Ingredientes principales

#### Ingredientes principales de uso común
1. Raíz de Saetilla o Saetilla china (慈菇; pinyin: cí gū).[2]
2. Velo de novia (竹笙, pinyin: zhúshēng, o 竹荪; pinyin: zhúsūn).[2]
3. Brotes de bambú (simplificado: 笋; tradicional; 筍; pinyin: sǔn).[3]
4. Varitas de piel de tofu (腐竹; pinyin: fǔ zhú, también llamadas bambú de tofu).[2]
5. Shiitake (冬菇; pinyin: dōnggū).[2]
6. Zanahoria (tradicional: 胡蘿蔔; simplificado: 胡萝卜, pinyin: hú luóbo; o tradicional: 紅蘿蔔; simplificado: 红萝卜, pinyin: hóng luóbo).[3]
7. Fideos celofán (粉絲; pinyin: fěn sī; también llamados hebras de judía).[3]
8. Capullos de lirio de día (金针; pinyin: jīnzhēn; también llamados púas doradas).[2]
9. Fat choy (tradicional: 髮菜; simplificado: 发菜; pinyin: fàcài; una cianobacteria parecida a pelo negro).[4]
10. Semillas de ginkgo (tradicional: 銀杏; simplificado: 银杏, pinyin: yín xìng; o 白果, pinyin: bái guǒ).[4]
11. Semilla de loto (蓮子; pinyin: liánzǐ).[5]
12. Repollo napa (大白菜; pinyin: dà báicài).[4]
13. Cacahuetes (花生; pinyin: huāshēng).[2]
14. Arvejas (tradicional: 荷蘭豆; simplificado: 荷兰豆; pinyin: hélándòu).[6]
15. Tofu frito (炸豆腐; pinyin: zhá dòufǔ).[2]
16. Castaña de agua (tradicional: 荸薺; simplificado: 荸荠; pinyin: bíqí).[2]
17. Seitán frito o braseado (tradicional: 麵筋, simplificado: 面筋; pinyin: miàn jīn).[6]
18. Oreja de madera (木耳; pinyin: mù ěr; también llamada seta negra).[3]

#### Ingredientes principales menos usados
1. Brotes de judía (豆芽, pinyin: dòu yá; 芽菜, pinyin: yá cài; o 银芽, pinyin: yín yá).[6]
2. Puntas de helecho Pteridium (蕨菜; pinyin: jué cài).
3. Bok choy (白菜; pinyin: báicài).
4. Coliflor (菜花; pinyin: cài huā).
5. Apio chino (芹菜; pinyin: qín cài).[7]
6. Otros tipos de hongos, incluyendo kukirage (tradicional: 雲耳; simplificado: 云耳; pinyin: yún ěr), oreja de olmo (榆耳; pinyin: yú ěr),[1] oreja de osmanto (桂花耳; pinyin: guíhuā ěr),[1] hongo de nieve (银耳; pinyin: yín ěr),[8] y hongo amarillo (黃耳; pinyin: huáng ěr; literalmente ‘oreja amarilla’).[1]
7. Azufaifo rojo (tradicional: 紅棗; simplificado: 红枣; pinyin: hóng zǎo)[5]
8. Raíz de loto (藕; pinyin: ǒu).[9]
9. Otros tipos de setas, incluyendo hongos de la paja (草菇, pinyin: cǎo gū),[9] champiñones ostra (平菇, pinyin: píng gū) y Tricholoma (口蘑, pinyin: kǒu mó).
10. Ostra seca (蠔豉; pinyin: háo shì).[2]
11. Patata (马铃薯; pinyin: mălíng shǔ).
12. Huevo de codorniz (鹌鹑蛋; pinyin: ān chún dàn).
13. Gamba (tradicional: 蝦; simplificado: 虾; pinyin: xiā).
14. Laminaria.[9]
15. Capullos de aciano.[9]
16. Mazorquitas de maíz.[8]

### Condimentos
- Huangjiu (黃酒; pinyin: huáng jiǔ).[10]
- Ajo (大蒜; pinyin: dà suàn).[9]
- Jengibre (simplificado: 姜; tradicional: 薑; pinyin: jiāng).[9]
- Glutamato monosódico (味精; pinyin: wèijīng).[3]
- Aceite (normalmente de cacahuete, 花生油 y sésamo, 芝麻油).
- Salsa de ostra (simplificado: 蚝油; tradicional: 蠔油; pinyin: háo yóu).[4]
- Tofu encurtido (豆腐乳; pinyin: dòufu rǔ), tanto rojo como blanco.[3]
- Sal (tradicional: 鹽; simplificado: 盐; pinyin: yán).[3]
- Salsa de soja (老抽; pinyin: lǎochōu).[3]
- Almidón (淀粉; pinyin: diànfěn).
- Azúcar (糖; pinyin: táng).[3]